# Strada statale 349 di Val d'Assa e Pedemontana Costo
La strada statale 349 di Val d'Assa e Pedemontana Costo (SS 349), in Veneto strada provinciale 349 Costo (SP 349), è una strada statale e provinciale italiana che collega Trento con la provincia vicentina, attraverso l'Altopiano dei Sette Comuni.

## Percorso
La strada ha origine a Trento, distaccandosi dalla strada statale 12 dell'Abetone e del Brennero e uscendo in direzione sud-est dalla città. Raggiunge Vigolo Vattaro, Vattaro e Centa San Nicolò, comuni posti ai piedi della Vigolana.
Incrocia la strada statale 350 di Folgaria e di Val d'Astico in corrispondenza di Carbonare, frazione di Folgaria. Questo tratto (da Trento a Carbonare) fu fortemente voluto dai comandi militari austriaci subito dopo lo scoppio della Grande Guerra per favorire l'accesso di truppe e materiali verso i campi di battaglia. Precedentemente l'unico accesso agli altopiani da N era costituito dall'ardita, ripida e stretta Strada della Centa, ora diventata strada provinciale 108 della Valle di Centa che da Caldonazzo sale direttamente a Lavarone. 
Da Carbonare, la strada devia quindi verso nord-est entrando nel comune di Lavarone, da cui si diparte nei pressi dell'omonimo lago la diramazione che si unisce anch'essa con la SS 350.
Varca il passo Vezzena (1402 m s.l.m.) e dopo pochi chilometri la strada entra in Veneto, seguendo il percorso della Val d'Assa e scendendo di altitudine lungo il suo tragitto, che la porta a lambire il centro abitato di Roana.
Raggiunge quindi la Val d'Astico dopo aver percorso nel brullo fianco del Monte Paù 10 tornanti: qui tocca Cogollo del Cengio, Caltrano, Chiuppano e Piovene Rocchette, dove incrocia nuovamente la SS 350.
La strada devia quindi in direzione sud-est e nella sua marcia di avvicinamento a Vicenza attraversa Zanè, Thiene e Villaverla.
Termina il suo percorso innestandosi sulla ex strada statale 46 del Pasubio in località Motta di Costabissara, al confine col comune di Caldogno, a pochi chilometri dal capoluogo vicentino.

## Gestione
In seguito al decreto legislativo 2 settembre 1997, n° 320, dal 1º luglio 1998 la gestione del tratto trentino è passata dall'ANAS alla Provincia autonoma di Trento. Quest'ultima ha lasciato la classificazione e la sigla di statale (SS) alla strada, poiché non si tratta di un trasferimento dal demanio dello Stato a quello delle Regioni, ma di una delega in materia di viabilità e pertanto la titolarità resta sempre in capo allo Stato.
In seguito invece al decreto legislativo n. 112 del 1998, dal 1º ottobre 2001 la gestione del tratto veneto è passata dall'ANAS alla Regione Veneto, che ha provveduto al trasferimento al demanio della Provincia di Vicenza, che, però, ha ulteriormente delegato le competenze alla società Vi.abilità.

## In bicicletta
La salita del Costo di Asiago, pur non mostrando particolari difficoltà tecniche se non quelle della lunghezza, è peraltro sconsigliabile nei giorni di maggior traffico in quanto particolarmente frequentata per raggiungere Asiago.
Resta comunque molto piacevole l'ascesa in giorni di scarso traffico, dato il panorama sulla val d'Astico e sulla pianura.

## Strada statale 349 dir di Val d'Assa e Pedemontana Costo
La strada statale 349 dir di Val d'Assa e Pedemontana Costo (SS 349 dir) è una strada statale italiana di breve lunghezza che collega i comuni di Lavarone e Folgaria.
Rappresenta un collegamento tra la SS 349 e la strada statale 350 di Folgaria e di Val d'Astico, che ha origine nella frazione Chiesa, costeggia il Lago di Lavarone ed entra nel comune di Folgaria terminando nella frazione Nosellari.
In seguito al decreto legislativo 2 settembre 1997, n° 320, dal 1º luglio 1998 la gestione del tratto trentino è passata dall'ANAS alla Provincia autonoma di Trento. Quest'ultima ha lasciato la classificazione e la sigla di statale (SS) alla strada, poiché non si tratta di un trasferimento dal demanio dello Stato a quello delle Regioni, ma di una delega in materia di viabilità e pertanto la titolarità resta sempre in capo allo Stato.

## Strada statale 349 variante Schio Thiene
La ex strada statale 349 var (SS 349 var), ora Nuova Strada Anas 384 è una variante a scorrimento veloce (strada extraurbana secondaria) che collega le due città di Schio e Thiene.
È stata voluta come collegamento diretto e veloce tra la zona industriale di Schio e l'ingresso dell'autostrada al casello Thiene-Schio.
Con Via Maestri del Lavoro di Schio costituisce la nuova Tangenziale Sud di Schio, un asse est-ovest che serve come rapido collegamento tra il Tunnel Schio-Valdagno e il casello autostradale di Thiene.
In futuro, con l'aumento del traffico si prevede di aumentare la portata della strada a 2 corsie per senso di marcia; già alla costruzione si è pensato a questo problema, adeguando le opere artistiche all'allargamento.
| Variante Schio Thiene |                                                                   |     |
| Tipo                  | Indicazione                                                       | km  |
|                       | Strada Provinciale 66 "Garziere"                                  | 0,0 |
|                       | Via Maestri del Lavoro/Tangenziale Sud Schio - Direzione Rovereto | 1,0 |
|                       | Strada Provinciale 122 "Maranese"                                 | 4,4 |